# NGC 975
NGC 975 ist eine linsenförmige Galaxie vom Hubble-Typ S0/a im Sternbild Walfisch südlich der Ekliptik. Sie ist schätzungsweise 275 Millionen Lichtjahre von der Milchstraße entfernt und hat einen Durchmesser von etwa 85.000 Lichtjahren.
Die Typ-Ia-Supernova SN 2012E wurde hier beobachtet.
Das Objekt wurde am 9. November 1884 von Lewis Swift entdeckt.